# Raab Flugzeugbau GmbH
Die Raab Flugzeugbau GmbH war zwischen 1958 und 1963 ein in Karlsruhe ansässiger Flugzeugbaubetrieb.

## Geschichte

### Raab Flugzeugbau GmbH
Die am 20. August 1958 in Köln gegründete Raab Flugzeugbau GmbH war das letzte Luftfahrtunternehmen des inzwischen in Italien ansässigen deutschen Luftfahrtkonstrukteurs und -unternehmers Antonius Raab. In Italien erwarb Raab mehrere Lizenzrechte für aus seiner Sicht ausgereifte italienische Sportflugzeuge, die in dem westdeutschen Unternehmen für den deutschen Markt in Serie produziert werden sollten. Darüber hinaus plante Raab die Aufnahme einer Stahlmöbel-Produktion im Unternehmen, die für den Export von Möbeln nach Italien produzieren sollte.
Raab erwarb vom italienischen Flugzeughersteller SAI Ambrosini die Nachbaulizenzen für das von Stelio Frati Anfang der 50er Jahre entwickelte 3–4-sitzige Reiseflugzeug Ambrosini F.7 Rondone II, das in Italien bei Legnami Pasotti im Auftrag von SAI Ambrosini gefertigt wurde. Antonio Ambrosini erhielt für die Lizenzrechte eine Gesellschafterbeteiligung an der Raab Flugzeugbau GmbH. Nach dem überraschenden Tod des italienischen Flugzeugkonstrukteurs Mario de Bernardi übernahm Raab außerdem die Lizenzrechte an dessen zweisitzigem Leichtsportflugzeug M.d.B 02 Aeroscooter. Angekündigt wurde auch die Neuauflage traditioneller Raab-Flugzeuge aus der Vorkriegszeit, z. B. der Raab Grasmücke II der Raab Flugzeugbau Gesellschaft in Riga.
Der Produktionsbetrieb wurde im Januar 1959 in Karlsruhe-Durlach mit 20–25 Fachkräften als Montagebetrieb eingerichtet, in dem aus Italien gelieferte Rondone-Baugruppen montiert wurden. Neben drei Vorserien-Exemplaren der F.7 Rondone für die Musterzulassung in Westdeutschland befand sich 1959 auch ein Prototyp der M.d.B.-Raab Aeroscooter in Karlsruhe im Bau.

### German American Aviation Corporation
Bereits Mitte 1959 zog sich Antonius Raab aus der Geschäftsführung zurück. Zur Beschaffung neuen Kapitals für die Fertigstellung der Vorserienflugzeuge kam im Sommer 1959 eine amerikanische Investorengruppe ins Unternehmen, woraufhin Antonius Raab im August 1959 auch seine Kapitalbeteiligung am Unternehmen auflöste. Das Unternehmen wurde in German American Aviation Corporation umbenannt. Die frischen Finanzmittel des Unternehmens gingen mutmaßlich durch Veruntreuung verloren. Der Produktionsbetrieb wurde 1959 geschlossen und das Unternehmen im Januar 1963 aufgelöst.
Die Merckle Flugzeugwerke GmbH in Oedheim erwarb vermutlich den unfertigen Prototyp der M.d.B. 02 Aeroscooter aus der Konkursmasse des Unternehmens und stellte diesen, sowie ein zweites Exemplar bis 1963 fertig. Zum geplanten Serienbau des Aeroscooter kam es bei Merckle nicht.

## Musterübersicht
| Bezeichnung                   | Beschreibung                     | Zeitraum | Stückzahl                | Bemerkungen                                                    |
| ----------------------------- | -------------------------------- | -------- | ------------------------ | -------------------------------------------------------------- |
| Ambrosini-Raab F.7 Rondone II | viersitziges Sportflugzeug       | 1959     | 3, davon 2 unfertig      | Lizenznachbau SAI Ambrosini                                    |
| M.d.B.-Raab 02 Aeroscooter    | zweisitziges Sportflugzeug       | 1959     | 1 bei Raab 1 bei Merckle | Lizenznachbau Mario de Bernardi                                |
| Raab Grasmücke II             | zweisitziges Leichtsportflugzeug | –        | 0                        | geplanter Neubau nach Plänen der Raab Flugzeugbau Gesellschaft |